# 더 바이러스
《더 바이러스》(영어: The Virus)는 OCN에서 2013년 3월 1일부터 2013년 5월 3일까지 방영된 드라마이다.

## 등장 인물

### 주요 인물
- 엄기준 : 이명현 역 - 특수감염병 위기대책반 반장
- 이소정 : 전지원 역 - 특수감염병 위기대책반 - 감염학 전공
- 이기우 : 김세진 역 - 나선병원 감염내과 전문의
- 안석환 : 김도진 역 - 대통령 비서실장
- 조희봉 : 고수길 역 - 특수감염병 위기대책반 선임 팀장 - 검역과 출신
- 유빈 : 이주영 역 - 특수감염병 위기대책반
- 박민우 : 봉선동 역 - 특수감염병 위기대책반 - 병리학 전공

### 주변 인물
- 현우 : 김인철 역 - 바이러스 항체감염자
- 오용 : 정우진 역 - 대한일보 사회부 기자
- 송영규 : 윤일중 역 - 나산병원 감염내과 과장, 인플루엔자 연구 최고 권위자
- 정원중 : 심태진 역 - 질병관리 본부장
- 조덕현 : 황선숙 역 - 변호사
- 이상인 : 유수인 역 - 이명현의 처
- 박지일
- 조이단테
- 이철민 : 강태식 역 - 형사
- 구성환 : 김문수 역 - 형사
- 제이슨
- 김단미 : 이수정 역
- 이새별
- 이훈재
- 전진기 : 임상택 역 - 사채업자 역
- 이설구 : 사채업자 역

### 그 외
- 윤지민 : 이준희 역 - 이명현의 딸

## 제작진
- 기획 : 최진희, 박지영
- 제작 : 이진석, 이창호
- 기획총괄 : 박호식
- 제작총괄 : 가순남
- 기획프로듀서 : 최경숙
- 프로듀서 : 김문수
- 촬영 : 홍승혁 (1회~3회), 이병수(1회~3회), 김준영 (4회~10회)
- 조명 : 김진성(1회~3회), 박현원 (4회~10회)
- 미술 : 이강현
- 동시녹음 : 우민식
- 음악 : 양정우
- 편집 : 방윤희
- 극본 : 이명숙
- 연출 : 최영수, 이종재
- 기획 : OCN
- 제작 : JS Pictures

## 방영 목록
| 2013년 | 2013년   | 2013년 |
| 회차   | 방송날짜 |        |
| ------ | -------- | ------ |
| 1회    | 3월 1일  |        |
| 2회    | 3월 8일  |        |
| 3회    | 3월 15일 |        |
| 4회    | 3월 22일 |        |
| 5회    | 3월 29일 |        |
| 6회    | 4월 5일  |        |
| 7회    | 4월 12일 |        |
| 8회    | 4월 19일 |        |
| 9회    | 4월 26일 |        |
| 10회   | 5월 3일  |        |

## 사운드 트랙
- 더 바이러스 OST (2013년 2월 28일)

1. 더 바이러스 (The Virus) (작사:곽태훈, 양정우, 로꼬 / 작곡:곽태훈, 양정우 / 노래:로꼬, 하비티)